# Lamballe
Lamballe korábbi község Franciaországban, Côtes-d’Armor megyében. Lakosainak száma 12 579 fő (2018. január 1.). Lamballe Andel, Coëtmieux, Hénansal, Landéhen, La Malhoure, Meslin, Noyal, Penguily, Planguenoual, Plédéliac, Plestan, Quintenic, Saint-Alban, Saint-Rieul és Saint-Trimoël községekkel határos.
2019. január 1-jén Morieux és Planguenoual korábbi községgel egyesült és az így létrejött Lamballe-Armor új község része lett..

## Népesség
A település népességének változása:
| Lakosok száma | 12 217 | 12 477 | 13 919 | 12 382 | 12 579 |
|               | 2013   | 2015   | 2016   | 2017   | 2018   |